# Pauselijke Raad voor Gerechtigheid en Vrede

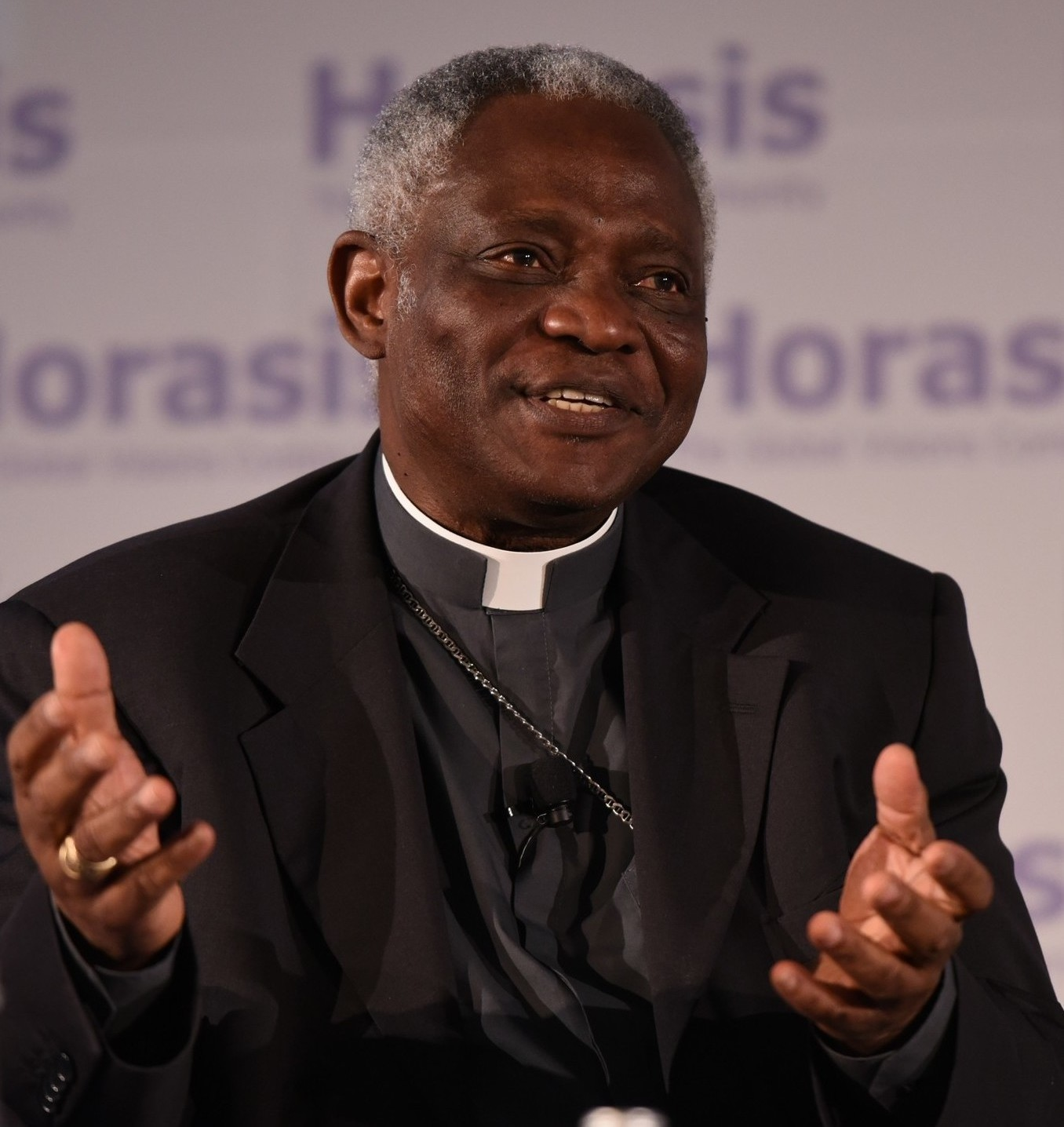
Peter kardinaal Turkson, voorzitter van de Raad

De Pauselijke Raad voor Gerechtigheid en Vrede (Pontificium Consilium de Iustitia et Pace) was een raad van de Romeinse Curie die zich bezighield met thema's als de gerechtigheid, de vrede en de sociale leer van de kerk. De raad werd op 6 januari 1967 bij motu proprio Catholicam Christi Ecclesiam door paus Paulus VI opgericht.
Volgens de apostolische constitutie Pastor Bonus van paus Johannes Paulus II uit 1988 had de Raad de volgende taken:
1. Hij onderzoekt diepgaander de sociale leer van de Kerk, en zorgt voor werken, opdat deze (leer) breder wordt verspreid en bij mensen en gemeenschappen tot levenshouding wordt, vooral wat betreft de relaties tussen werknemers en werkgevers, die met de geest van het Evangelie meer en meer doordrongen moeten worden. 2. Hij verzamelt publicaties en onderzoeken over rechtvaardigheid en vrede, over de voortgang der volkeren en over schendingen van de rechten van de mens, weegt deze af en trekt er vervolgens conclusies uit, en communiceert die naargelang de opportuniteit ervan aan de groeperingen van Bisschoppen; hij onderhoudt contacten met internationale katholieke verenigingen en met andere instituten ook die buiten de katholieke Kerk bestaan, die het te realiseren goede van de rechtvaardigheid en de vrede in wereld zuiver nastreven. 3. Hij wijdt zich aan de opgave, dat tussen de volkeren het bewustzijn aanwezig is om het belang van de vrede vorm te geven, vooral bij de gegeven gelegenheid van de Wereld Vrede Dag - 1 januari.
Een van de belangrijkste werken die de raad publiceerde, is het Compendium van de sociale leer van de Kerk (2004).
Op 1 januari 2017 werd de raad opgeheven. De taken en bevoegdheden van de raad werden overgedragen aan de dicasterie voor de Bevordering van de Gehele Menselijke Ontwikkeling, die op 17 augustus 2016 ingesteld was.

## Lijst van voorzitters
| Periode                 | Naam                             | Opmerkingen |
| ----------------------- | -------------------------------- | ----------- |
| 06-01-1967 - 15-12-1976 | Maurice Roy                      |             |
| 15-12-1976 - 08-04-1984 | Bernardin Gantin                 |             |
| 08-04-1984 - 24-06-1998 | Roger Etchegaray                 |             |
| 24-06-1998 - 16-09-2002 | François Xavier Nguyên van Thuân |             |
| 01-10-2002 - 24-10-2009 | Renato Martino                   |             |
| 24-10-2009 - 31-08-2016 | Peter Turkson                    |             |